# Kingdom II: Shadoan
Kingdom II: Shadoan, ook wel Shadoan: Kingdom Book Two of Shadoan is een videospel dat in 1996 uitkwam voor de Philips CD-i] en DOS. In 2000 volgende nog een release voor Mac OS. Het spel is het vervolg op Thayer's Quest. Het doel is de 'Hand of Quoid', een machtige magisch voorwerp bestaande uit vijf delen bij elkaar te zoeken. Om te voorkomen dat deze in de handen van de kwade broer Torlock komt zijn de stukken in de uithoeken van het land verspreid. In het eerste deel van het spel zijn reeds drie stukken gevonden waarbij dit deel nog twee stukken zijn te zoeken. 

## Platform
| Jaar | Platform  |
| ---- | --------- |
| 1996 | CD-i, DOS |
| 2000 | Mac OS    |

## Ontvangst
| Beoordeeld door       | Jaar | Platform  | Score |
| --------------------- | ---- | --------- | ----- |
| All Game Guide        | 1998 | Macintosh | 80%   |
| Power Unlimited       | 1997 | CD-i      | 78%   |
| GameSpot              | 1996 | DOS       | 73%   |
| Quandary              | 1996 | DOS       | 70%   |
| Game Revolution       | 2004 | DOS       | 67%   |
| Gamesmania            | 1996 | DOS       | 65%   |
| PC Games              | 1996 | DOS       | 42%   |
| PC Player (Duitsland) | 1997 | DOS       | 40%   |
| High Score            | 1997 | DOS       | 40%   |
| Power Play            | 1996 | DOS       | 32%   |